# Gare de Chibune
La gare de Chibune (千船駅, Chibune-eki) est une gare ferroviaire située dans la ville d'Osaka au Japon. La gare est gérée par la compagnie Hanshin.

## Situation ferroviaire
La gare de Chibune est située au point kilométrique (PK) 5,9 de la ligne principale Hanshin.

## Histoire
La gare est inaugurée le 1er mai 1921.

## Service des voyageurs

### Accueil
La gare est située sous les voies qui sont surélevées. Elle est ouverte tous les jours.

### Desserte
- Ligne principale Hanshin :
  - voies 1 et 2 : direction Osaka-Umeda
  - voies 3 et 4 : direction Amagasaki, Kobe-Sannomiya, Akashi et Himeji

## Dans les environs
- Sanctuaire Tamino-jinja (ja)
- Fleuve Kanzaki (ja)